# Spente le Stelle
Spente le Stelle is een nummer van de Franse sopraan Emma Shapplin. Het werd als single uitgegeven in 1997 door EMI Music, en verscheen een jaar later op het album Carmine Meo. Het nummer behaalde wereldwijd in veel hitlijsten hoge posities. In Nederland was de hoogste positie nummer 40 in de Single Top 100.

## Hitnoteringen

### Single Top 100
| Positie: | 75 | 81 | 55 | 49 | 46 | 42 | 40 | 54 | 42 | 47 | 44 | 40 | 41 | 51 | 86 |